# Fjodor Gusev
Fjodor Tarasovitj Gusev, född 29 april 1905, död 9 april 1987, var en rysk diplomat.
Fjodor Gusev blev efter juridiska studier anställd vid Leningrads förvaltning. Han inträdde 1937 i folkkommissariatet för utrikes ärenden och var 1939–1942 chef för dess europeiska avdelning. Gusev var 1942–1943 minister i Kanada och 1943–1946 ambassadör i Storbritannien. I september 1946 utnämndes han till vice utrikesminister.